# 지아 코폴라
지아 코폴라(Gia Coppola, 1987년 1월 1일 ~ )는 미국의 영화 감독, 영화 각본가, 배우이다. 영화 감독 프랜시스 포드 코폴라의 손녀이자, 지안카를로 코폴라의 딸 및 로만 코폴라와 소피아 코폴라의 조카이다.

## 작품 목록
- 팔로 알토 (2013)
- 메인스트림 (2020)
- 더 라스트쇼걸 (2024)